# Zimbra
Die Zimbra Collaboration Suite (ZCS) (oft einfach nur als Zimbra bezeichnet) ist eine E-Mail- und Groupwarelösung von Synacor Inc. Zimbra wird primär über eine Webschnittstelle bedient. Die Webschnittstelle wurde von Anfang an konsequent als Ajax-Anwendung entwickelt. Standardprotokolle wie IMAP und WebDAV werden ebenfalls unterstützt.

## Benutzerzugriff

### Webschnittstelle
Der Zugriff der Benutzer auf ihre E-Mail-Postfächer ist durch eine Webschnittstelle möglich.

### Zimbra Desktop
Der Zimbra offline Client (auch Zimbra Desktop) ist aktuell in der Version 7.3.1 für Microsoft Windows, Apple Mac OS und Linux verfügbar. Er ist mit dem Webfrontend im Aussehen und der Bedienung fast vollständig identisch. Der Offline-Client ist eine Mozilla-Prism-Anwendung.

### Microsoft-Outlook- und Apple-Konnektoren
Mit dem MAPI Connector der Zimbra Network Edition kann Microsoft Outlook in den Versionen 2003, 2007, 2010, 2011, 2013, 2016 mit dem Zimbra-Server verbunden werden. Dem Nutzer stehen dann die Zimbra Groupware-Funktionen zur Verfügung. Insbesondere können Outlook-Benutzer auf Ressourcen (E-Mail, Kalender, Adressbuch usw.) anderer Teilnehmer zugreifen.
Mit dem iSync Connector der Zimbra Network Edition können verschiedene Mac-OS-Programme angebunden werden. Vorgesehen ist z. B. die Synchronisation von iCal und der Datenaustausch per CalDAV.

### Thunderbird, KMail, Evolution u.a.
Der Zimbra-Server unterstützt IMAP- und POP-Zugriff (genau wie IMAPs und POP3s). Damit können alle Mailprogramme genutzt werden, die eines dieser Protokolle unterstützen, etwa Mozilla Thunderbird, KMail, Evolution u. a.

### Mobile Endgeräte

#### ActiveSync
Mit der Zimbra Network Edition können E-Mails, Kalendereinträge und Adressbuch mit mobilen Geräten synchronisiert werden (sofern diese ActiveSync unterstützen). Eine Anbindung von SyncML-basierenden Geräten ist über einen Funambol-Server oder mit Z-Push und dem Z-Push Zimbra Backend möglich.

#### Blackberry
Mit dem Zimbra Blackberry Connector kann ein Blackberry Enterprise-Server mit dem Zimbra-Server verbunden werden. Dadurch können Blackberry Handhelds (Blackberry PDAs) mit Zimbra Postfächern synchronisiert werden. Synchronisiert werden E-Mails, Adressbuch, Kalender und Aufgaben (Tasks).

## Editionen
Zimbra wird in zwei Versionen angeboten.

### Open Source Edition
Die Zimbra Open Source Edition License stellt den Server unter die GNU General Public License (GPL) und seine Umgebung unter die Common Public Attribution License (CPAL). Die Open Source Edition vor Zimbra 9 wird nicht nur als Quelltext, sondern auch fertig kompiliert angeboten. Zimbra 10 ist nicht ohne Lizenz installierbar.
Ältere Versionen stehen unter der Yahoo! Public License (YPL), einer Lizenz mit schwachem Copyleft, die der Common Public License ähnelt. Die YPL wurde von der FSF als Lizenz für freie Software anerkannt. In der Zimbra Public License (ZPL) ist lediglich der frühere Mutterkonzern Yahoo durch VMware ersetzt.
Ursprünglich entstanden ist Zimbra unter der Mozilla Public License (MPL).

### Network Edition
Neben der quelloffenen Variante vertreibt Zimbra Inc. die Zimbra Network Edition unter einer proprietären Lizenz. Sie unterscheidet sich in mehreren, wesentlichen Punkten von der Open-Source-Edition.
Die Network Edition umfasst u. a. eine MAPI-Schnittstelle, iSync-Connector und unterstützt ActiveSync. Server-seitig bietet sie die strukturierte Datensicherung mit Point-in-Time-Wiederherstellungsmechanismen sowie delegierbare Administratorfunktionen.

## Server
Der Zimbra-Server (auch die Network Edition) basiert zu großen Teilen auf Open-Source-Software. Als Verzeichnisdienst verwendet Zimbra OpenLDAP, zum Speichern bestimmter Metadaten wird MySQL als Datenbank verwendet. Als SMTP Engine wird Postfix benutzt, mittels Amavis, SpamAssassin und ClamAV findet serverseitig eine Filterung auf Spam und Viren statt. Das Herzstück des Zimbra-Servers ist der in Java geschriebene Mailboxserver, der in einer Jetty-Web-Container-Umgebung läuft.

## Zimbra Inc.
Das Startup Zimbra Inc. wurde im Jahr 2003 gegründet und im September 2007 für 350 Millionen US-Dollar von Yahoo gekauft. Im Januar 2010 wurde bekannt, dass Yahoo das Geschäft an VMware weiterverkauft hat. Im Juli 2013 gab VMware bekannt, Zimbra an Telligent Systems verkauft zu haben, welche daraufhin zu Zimbra Inc. umfirmierten. Diese wurde am 18. August 2015 für 24,5 Mio. USD von Synacor übernommen.